# Diocesi di Sincelejo
La diocesi di Sincelejo (in latino Dioecesis Sinceleiensis) è una sede della Chiesa cattolica in Colombia suffraganea dell'arcidiocesi di Cartagena. Nel 2023 contava 845.370 battezzati su 915.000 abitanti. È retta dal vescovo José Crispiano Clavijo Méndez.

## Territorio
La diocesi comprende l'intero dipartimento colombiano di Sucre, costituito da 26 comuni: Buenavista, Caimito, Chalán, Colosó, Corozal, Coveñas, El Roble, Galeras, Guaranda, La Unión, Los Palmitos, Majagual, Morroa, Ovejas, Sampués, San Antonio de Palmito, San Benito Abad, San Juan de Betulia, San Marcos, San Onofre, San Pedro, Santiago de Tolú, Sincé, Sincelejo, Sucre, Tolúviejo.
Sede vescovile è la città di Sincelejo, dove si trova la cattedrale di San Francesco d'Assisi. A San Benito Abad sorge la basilica minore del Signore dei Miracoli (Basílica del Señor de los Milagros).
Il territorio si estende su una superficie di 10.670 km² ed è suddiviso in 60 parrocchie, raggruppate in 5 vicariati.

## Storia
La diocesi è stata eretta il 25 aprile 1969 con la bolla Ad Ecclesiam Christi di papa Paolo VI, ricavandone il territorio dall'arcidiocesi di Cartagena e dal vicariato apostolico di San Jorge.
Il 16 maggio 1979, con la lettera apostolica Qui a pueris, papa Giovanni Paolo II ha confermato la Beata Maria Vergine, venerata con il titolo del Cuore Immacolato, patrona principale della diocesi.

## Cronotassi dei vescovi
Si omettono i periodi di sede vacante non superiori ai 2 anni o non storicamente accertati.
- Félix María Torres Parra † (25 aprile 1969 - 11 dicembre 1980 nominato vescovo di Santa Marta)
- Héctor Jaramillo Duque, S.D.B. † (3 agosto 1981 - 16 settembre 1990 deceduto)
- Nel Hedye Beltrán Santamaría † (29 aprile 1992 - 15 marzo 2014 dimesso)
- José Crispiano Clavijo Méndez, dal 19 febbraio 2015

## Statistiche
La diocesi nel 2023 su una popolazione di 915.000 persone contava 845.370 battezzati, corrispondenti al 92,4% del totale.
| anno | popolazione | popolazione | popolazione | presbiteri | presbiteri | presbiteri | presbiteri                | diaconi | religiosi | religiosi | parrocchie |
| anno | battezzati  | totale      | %           | numero     | secolari   | regolari   | battezzati per presbitero | diaconi | uomini    | donne     | parrocchie |
| ---- | ----------- | ----------- | ----------- | ---------- | ---------- | ---------- | ------------------------- | ------- | --------- | --------- | ---------- |
| 1976 | 380.000     | 404.529     | 93,9        | 25         | 19         | 6          | 15.200                    |         | 6         | 126       | 18         |
| 1980 | 421.000     | 454.000     | 92,7        | 25         | 18         | 7          | 16.840                    |         | 7         | 126       | 19         |
| 1990 | 481.187     | 529.059     | 91,0        | 35         | 26         | 9          | 13.748                    | 1       | 9         | 129       | 25         |
| 1995 | 560.000     | 600.000     | 93,3        | 43         | 37         | 6          | 13.023                    | 1       | 6         | 128       | 27         |
| 2003 | 680.000     | 800.000     | 85,0        | 58         | 48         | 10         | 11.724                    | 1       | 11        | 90        | 42         |
| 2004 | 671.816     | 839.770     | 80,0        | 55         | 47         | 8          | 12.214                    | 1       | 8         | 110       | 42         |
| 2014 | 776.000     | 964.000     | 80,5        | 62         | 48         | 14         | 12.516                    | 7       | 25        | 64        | 49         |
| 2017 | 803.745     | 997.215     | 80,6        | 77         | 62         | 15         | 10.438                    | 13      | 24        | 69        | 50         |
| 2020 | 810.370     | 877.024     | 92,4        | 72         | 61         | 11         | 11.255                    | 13      | 11        | 63        | 55         |
| 2022 | 837.000     | 906.000     | 92,4        | 86         | 75         | 11         | 9.732                     | 13      | 11        | 63        | 57         |
| 2023 | 845.370     | 915.000     | 92,4        | 86         | 75         | 11         | 9.829                     | 13      | 11        | 63        | 60         |